# Глейшер (національний парк, США)
Льодовиковий національний парк, Глейшер (англ. Glacier National Park, МФА: [ˈɡleɪ.si.ɚ ˈnæʃ.nəl pɑːɹk]) — американський національний парк, розташований на північному заході Монтани, на кордоні Канади і США, поруч з канадськими провінціями Альберта і Британська Колумбія.
Парк займає більше 1 мільйона акрів (4000 км²) і включає в себе частини двох гірських хребтів (відроги Скелястих гір), більше 130 названих озер, більше 1000 різних видів рослин і сотні видів тварин. Ця величезна незаймана екосистема посідає центральне місце в так званій «короні континентальної екосистеми», охоронюваній території площею 16000 квадратних миль (41000 км²).
Регіон, який став Національним парком Ґлейшер, був вперше населений корінними американцями. Після прибуття європейських дослідників в ньому домінували чорноногі на сході і плоскоголові в західних регіонах. Під тиском білих чорноногі поступилися гірськими частинами своїх земель у 1895 році федеральному уряду; пізніше ці землі стали частиною парку. Незабаром після створення парку 11 травня 1910 року Велика Північна залізниця побудувала ряд готелів і шале.
Ці історичні готелі та шале занесені до списку Національних історичних пам'яток, і в цілому 350 місць занесені до Національного реєстру історичних місць. До 1932 року були завершені роботи на гірській дорозі під назвою Дорога до Сонця, пізніше названій Національним історичним пам'ятником цивільного будівництва, яка забезпечила більший доступ мандрівникам на автомобілях до внутрішніх частин парку.
Гори Національного парку Ґлейшер почали формуватися 170 мільйонів років тому, коли давніші породи були витіснені на схід набагато молодшими геологічними шарами. Вважається, що ці осадові породи, відомі як Левіс Овертраст, мають одні з найяскравіших зразків скам'янілостей раннього життя на Землі. Сучасні форми гірських хребтів Левіс і Лівінгстон, а також розташування і розміри озер свідчать про потужну дію льодовиків, яка призвела до утворення U-подібних долин і залишила після себе морени, які збирали воду в певних місцях, створюючи озера.
Зі 150 льодовиків, які існували в парку в середині XIX століття в кінці Малого льодовикового періоду, до 2010 року залишилося тільки 25 активних льодовиків. Вчені, які вивчають льодовики в парку, підрахували, що всі активні льодовики можуть зникнути до 2030 року, якщо нинішні кліматичні тенденції збережуться.
Національний парк має майже всі свої споконвічні місцеві види рослин і тварин. Парк населяють великі ссавці, такі як ведмеді грізлі, лосі і гірські кози, а також рідкісні або зникаючі види, такі як росомахи і канадські рисі. Були задокументовані сотні видів птахів, більше десятка видів риб і кілька видів рептилій і амфібій. Парк має безліч екосистем від прерій до тундри. У південно-західній частині парку ростуть самі східні ліси туї велетенської і тсуґи.
У парку часто трапляються лісові пожежі. Пожежі траплялися щороку, за винятком 1964 року. У 1936 році сталося 64 пожежі, найбільш часто реєструються. У 2003 році шість пожеж спалили приблизно 136000 акрів (550 км²), що становить понад 13% парку.
Національний парк межує з Національним парком Вотертон-Лейкс у Канаді — комплекс цих двох парків відомий як Міжнародний парк миру Вотертон-Ґлейшер і були названі першим в світі парком миру в 1932 році. Обидва парки були оголошені Організацією Об'єднаних Націй біосферними заповідниками в 1976 році і в 1995 році об'єктами Всесвітньої спадщини. У квітні 2017 року спільний парк отримав тимчасове позначення Золотого ярусу як Міжнародний парк темного неба Вотертон-Ґлейшер через Міжнародну асоціацію темного неба — перший транскордонний парк темного неба.

## Географія

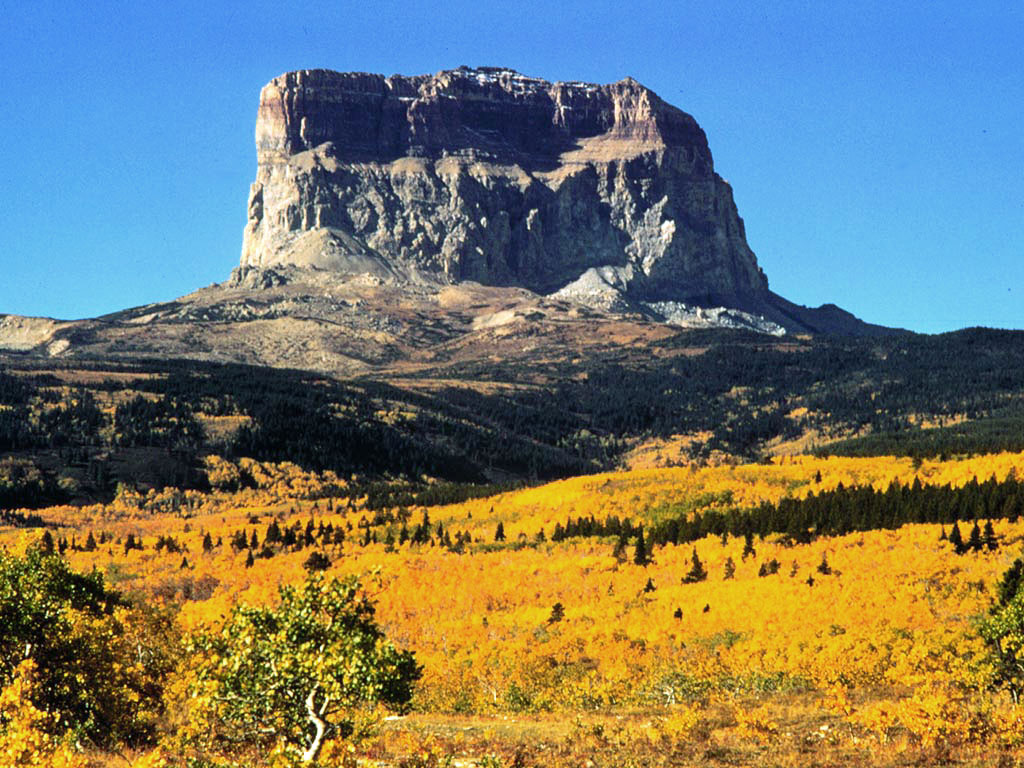
Гора Чіф — ізольований пік на східному кордоні парку

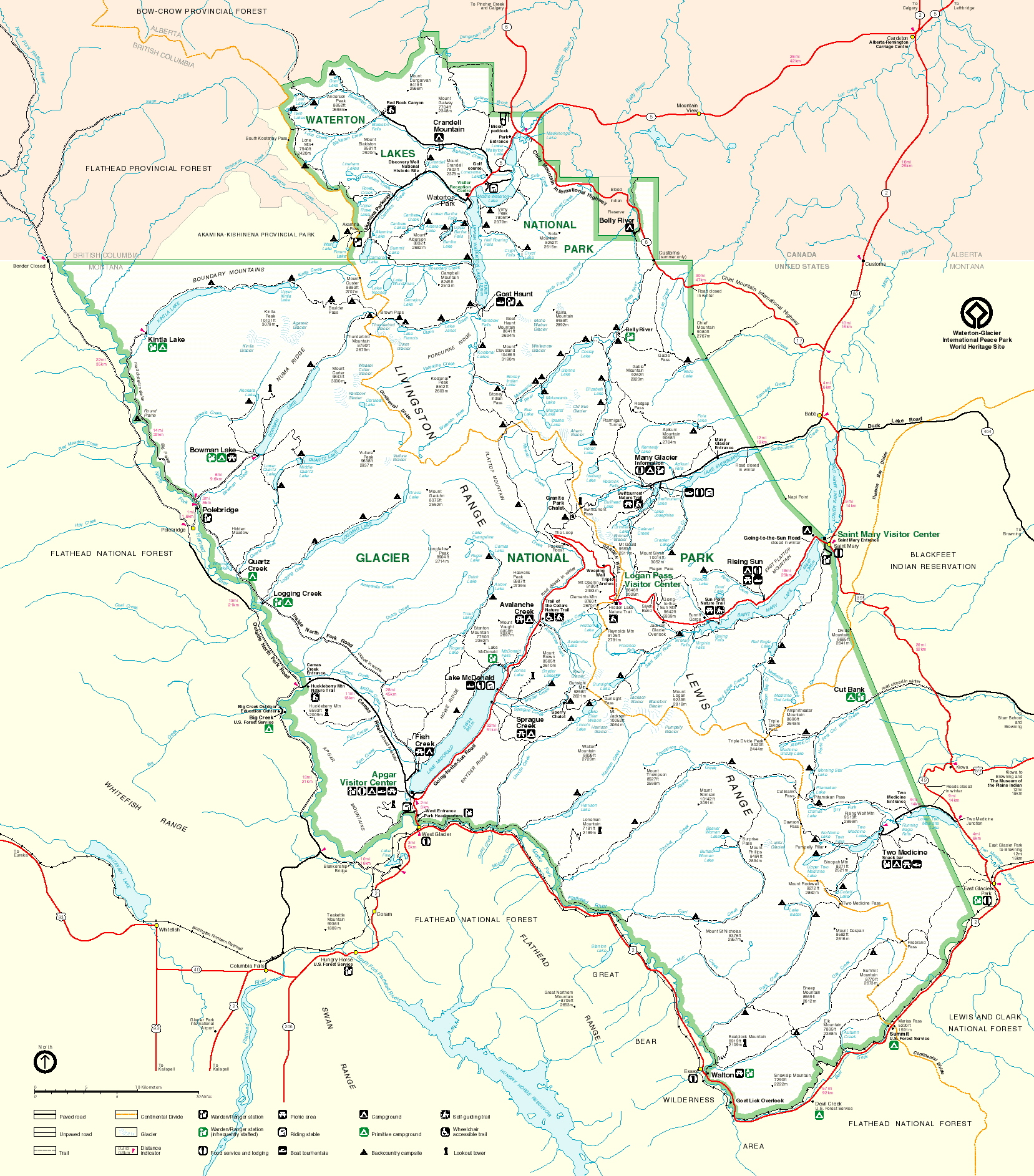
Схема національного парку Ґлейшер

На півночі парк Ґлейшер межує з канадським Національним парком Вотертон-Лейкс, розташованим у провінції Альберта, а також з провінційними лісами Флетгед і Акаміна-Кішинена — у провінції Британська Колумбія. Західний кордон парку формує річка Норт-Форк-Флетгед, а частина південного кордону — річка Мідл-Форк-Флетгед. Індіанська резервація Блекфіт формує більшу частину східного кордону національного парку, крім того, парк межує з національними лісами Левіс і Кларк (національний ліс) і Флетгед (ніціональний ліс) — на півдні і заході відповідно.
На території Ґлейшера знаходяться більше десятка великих озер і близько 700 дрібних, проте тільки 131 озеро має свою власну назву. Озеро Макдональд, розташоване в західній частині парку, є найдовшим (15,1 км завдовжки), найбільшим (його площа — 27,61 км²) і найглибшим (141 м). Невеликі озера зазвичай розташовані в чашоподібних поглибленнях рельєфу, карах, сформованих діяльністю льодовика. Деякі озера, наприклад Аваланчі і Крекер, мають непрозорий бірюзовий колір води, що обумовлено льодовиковими наносами; з цієї ж самої причини деякі струмки парку мають молочно-білу воду. Озера національного парку залишаються холодними протягом усього року; температура води поблизу поверхні рідко перевищує 10 °с. Води озер — дуже чисті, втім, нестача планктону істотно уповільнює швидкість фільтрації води, таким чином, будь-які забруднювачі води здатні затримуватися в ній довше звичайного. Звідси можна зробити висновок, що навіть невелика присутність забруднюючих речовин у воді здатна істотно впливати на її якість.
На території національного парку є близько 200 водоспадів, однак, у посушливу погоду багато з них фактично пересихають. Найбільш значні водоспади включають водоспади району Ту-Медісайн, водоспад Макдональдс в однойменній з ним долині і водоспад Свіфткарент в районі Мейні-Ґлейшер. Всі ці водоспади знаходяться досить недалеко від готелю Мейні-Ґлейшер і можуть бути побачені відвідувачами парку. Один з найвищих водоспадів Ґлейшера — Берд-Вумен, висота якого становить 150 м; він зривається в долину в районі північного схилу гори Оберлін.

### Геологія
Територія парку переважно представлена осадовими гірськими породами, що сформувалися в умовах мілководного моря приблизно між 1,6 млрд і 800 млн років тому. Близько 170 млн років тому, під час формування Скелястих гір, на значній ділянці гірські породи були зміщені на схід майже на 80 км. Ця геологічна структура, відома як насув Льюїса, має потужність близько 5 км і становить кілька сотень кілометрів у довжину. Аллохтон насуву представлений стародавніми протерозойськими породами, вік яких становить 1,4—1,5 млрд років, тоді як автохтон представлений порівняно молодими крейдяними породами. Одним з найбільш виразних свідчень насуву є гора Чіф — ізольований пік, що підноситься на 800 м над Великими рівнинами на східному кордоні парку. На території парку є 6 вершин з висотою понад 3000 м; найвища з них, гора Клівленд, становить у висоту 3190 м. Розташована в парку Ґлейшер гора Трипл-Дівайд-Пік, незважаючи на свою невелику висоту (тільки 2444 м), є важливим вододілом всього північноамериканського континенту — точкою, від якої води річок течуть відразу в трьох напрямках — до Тихого океану, до Гудзонової затоки Північного Льодовитого океану і до Мексиканської затоки Атлантичного океану.

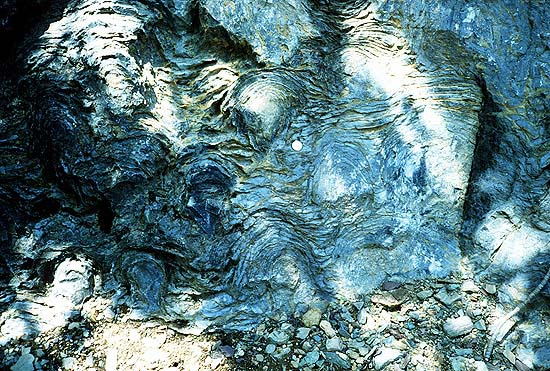
Строматоліти, знайдені на території парку Ґлейшер і датовані віком понад 1 млрд років

В осадових протерозойських породах парку Ґлейшер дуже добре збереглися скам'янілості; ці породи є одним з кращих і найбільш повних в світі джерел для опису і вивчення життя тих часів. Осадові породи того ж віку в інших районах світу зазвичай зруйновані або сильно змінені при горотворенні і метаморфізації і мало підходять для вивчення викопних організмів. Гірські породи парку містять знаки брижі, тріщини всихання, сліди від крапель дощу і свідчення деяких інших природних явищ. 6 викопних видів строматолітів були описані і датовані приблизно 1 млрд років тому. Відкриття нових видів на території Національного парку дозволили відсунути цей вік ще майже на мільярд років тому, що значно змінило погляди вчених на час виникнення перших багатоклітинних організмів.

### Льодовики
Рельєф національного парку на більшій частині території набув своїх нинішніх форм тільки в ході останнього льодовикового періоду, що завершився близько 12 000 років тому. Свідченням діяльності льодовиків є троги, кари, прильодовикові озера та ін. Після закінчення льодовикового періоду також відзначалися невеликі зміни клімату, що проявляються в чергуванні похолодань і потеплінь. Останнє похолодання, відоме також як малий льодовиковий період, тривало приблизно з 1550 по 1850 роки. У цей період площа льодовиків на території національного парку значно збільшилася, хоча і не настільки, як це було під час льодовикового періоду.
У середині XX століття аналізи карт і фотографій льодовиків, зроблених в різний час, підтвердили, що майже 150 відомих в парку льодовиків за останні 100 років значно відступили, а деякі з них і зовсім зникли. У цьому твердженні неважко переконатися, звернувшись до повторних фотографій льодовика Ґріннел у період з 1938 по 2009 роки (див. нижче).

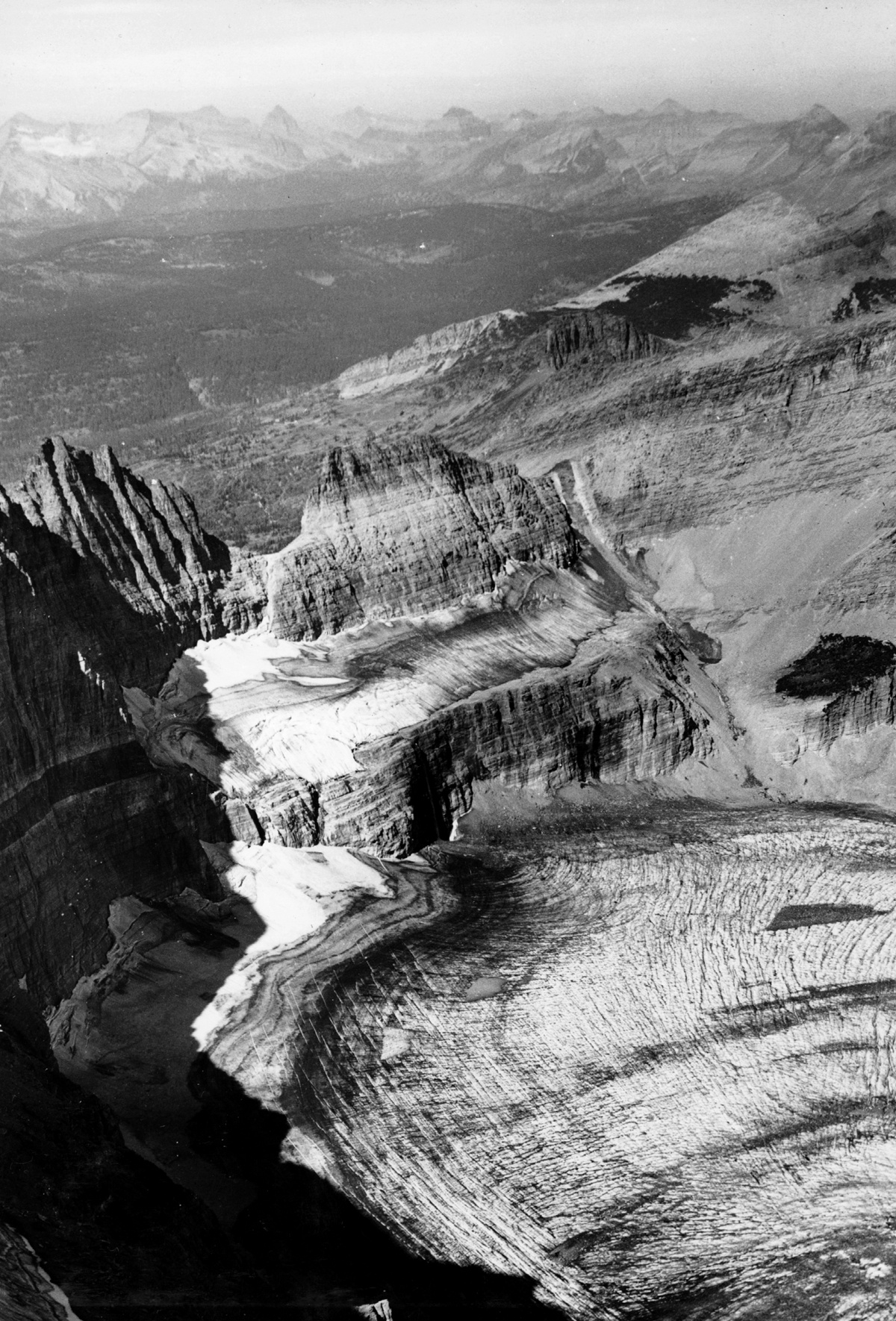
1938 рік
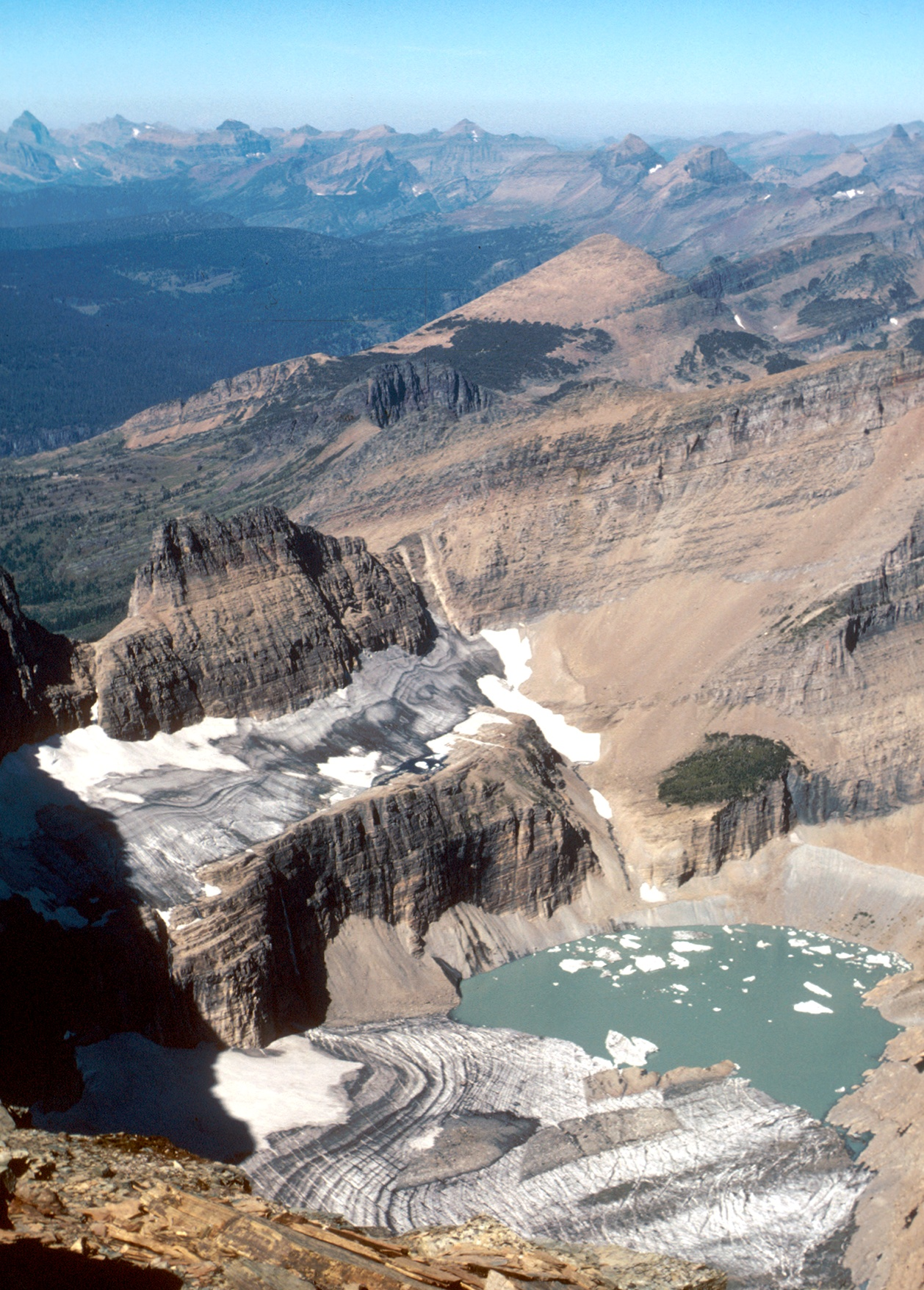
1981 рік
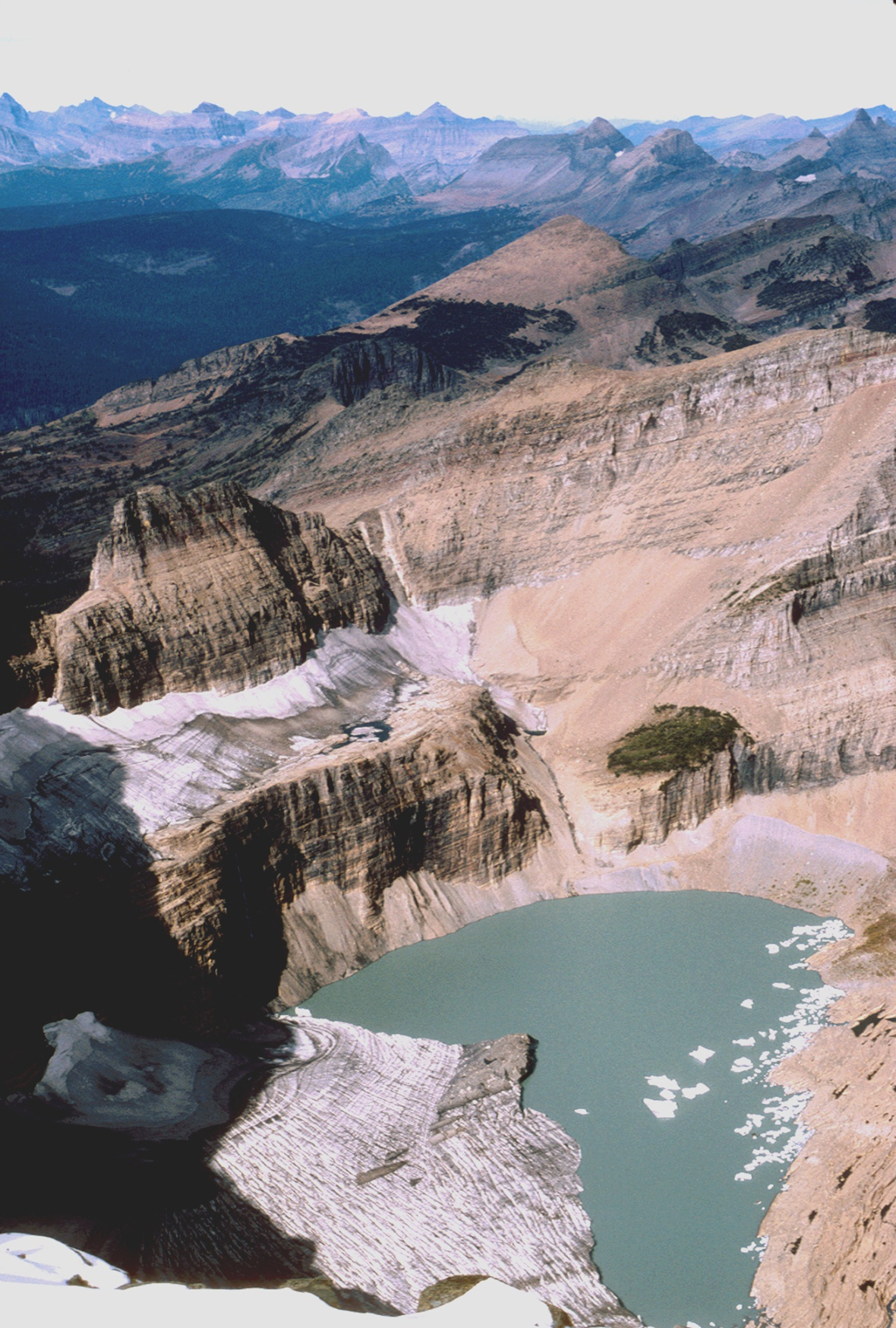
1998 рік
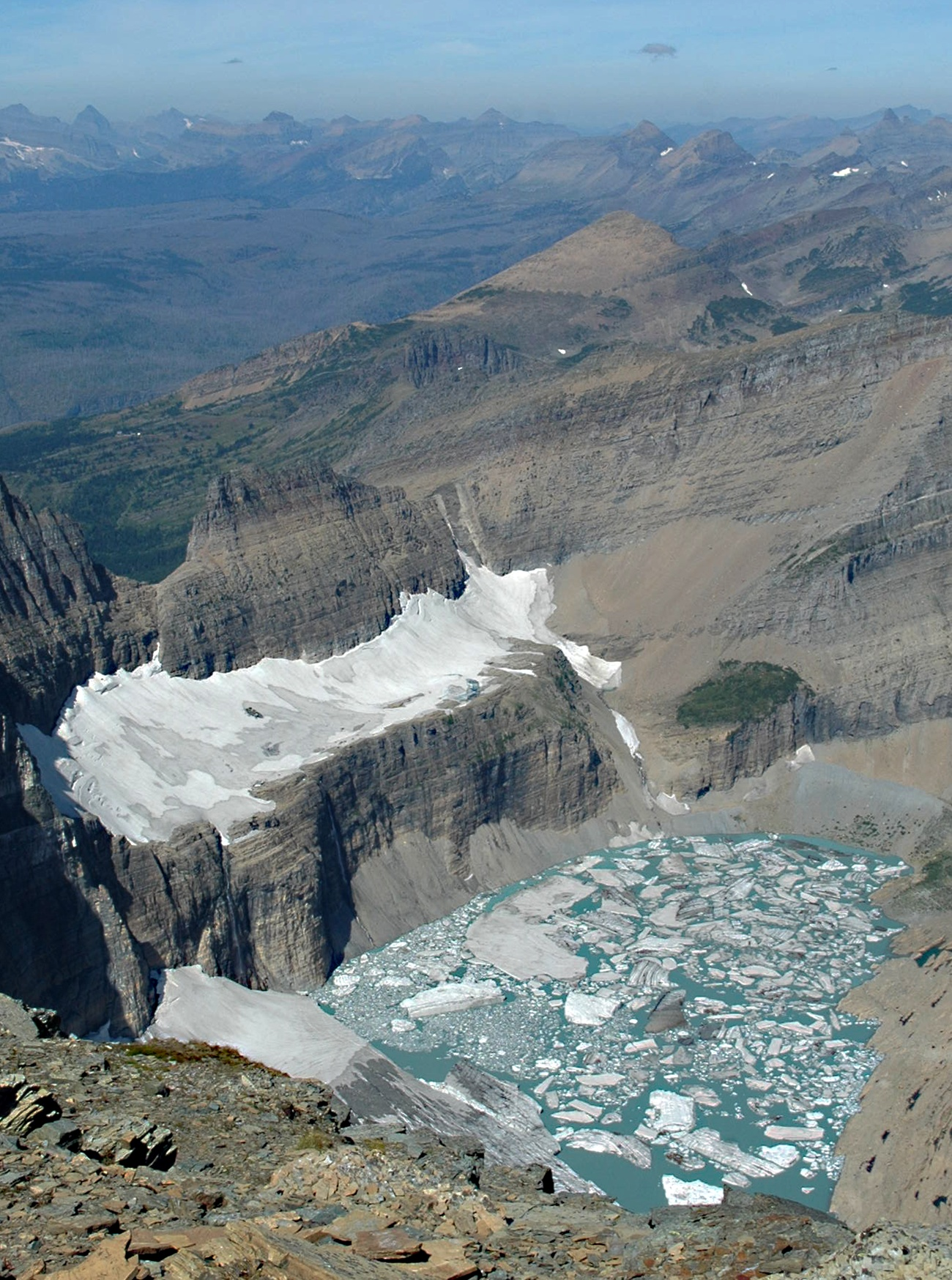
2009 рік

У 1980-х роках Геологічна служба США почала більш систематичне вивчення льодовиків парку, що триває і донині. До 2010 року на території Ґлейшера залишилося тільки 37 льодовиків, причому всього 25 з них визнані «активними» і мають площу понад 0,10 км². Якщо існуючі тенденції до потепління збережуться, то вся решта льодовиків, ймовірно, повністю розтане вже до 2020 року. Подібний відступ льодовиків спостерігається по всьому світу і лише посилився, починаючи з 1980 року. Для відновлення льодовиків необхідний більш холодний і більш вологий клімат, який дозволить встановити баланс між рівнем накопичення твердих опадів і рівнем танення льодовика. При перевищенні танення над рівнем накопичення опадів льодовик неодмінно відступатиме і зменшуватиметься в площі, поки повністю не зникне.

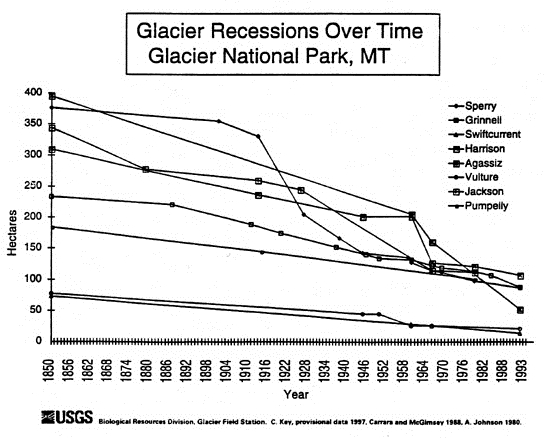
Відступ льодовиків після закінчення малого льодовикового періоду в 1850 році

Після закінчення малого льодовикового періоду в 1850 році льодовики поступово відступали аж до 1910-х років. У період з 1917 по 1941 роки відступ значно посилився і становив для деяких льодовиків до 100 м на рік. Невелике похолодання клімату з період з 1940-х по 1979 рік знизили швидкість відступу, а деякі льодовики навіть навпаки просунулися на кілька десятків метрів. Однак, починаючи з 1980 року швидкість відступу знову значно збільшилася. У 1850 році площа крижаного покриву в районі льодовиків Блекфут і Джексон становила близько 21,6 км², проте за даними на 1979 рік вона становила вже тільки 7,4 км2. У період між 1850 і 1979 роками повністю розтанули 73% від усіх льодовиків парку. Під час створення парку льодовик Джексон був ще частиною льодовика Блекфут, однак сьогодні це вже два окремі льодовики.
Вплив відступу льодовиків на екосистеми національного парку повністю невідомий, проте можна вважати, що види рослин і тварин, залежних від наявності холодної води, постраждають від відсутності свого місця проживання. Зменшення сезонного танення льодовикового льоду також вплине на стік річок і струмків в літній та осінній періоди, а крім того — знизить рівень ґрунтових вод і підвищить ризик виникнення лісових пожеж. Втрата льодовиків також знизить привабливість парку для відвідувачів.

### Клімат

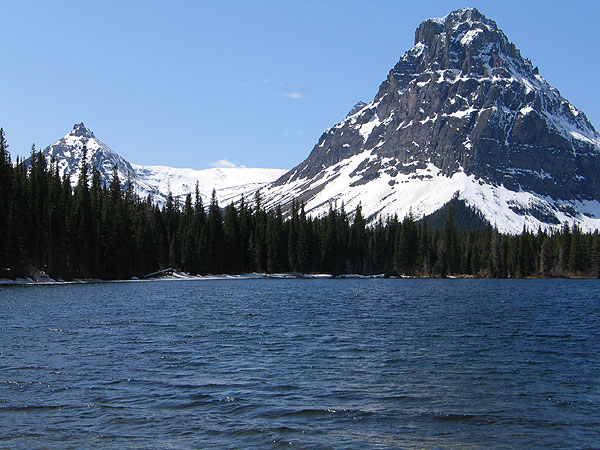
Озеро Ту-Медісайн

Територія парку включає континентальний вододіл і має амплітуду висот понад 2100 м. Ці фактори створюють велику різноманітність кліматів і мікрокліматів на даній території. Як і в інших областях висотної поясності, середні температури тут зазвичай знижуються з висотою. Західна частина парку, розташована в басейні Тихого океану, має більш м'який і більш вологий клімат. Максимальна кількість опадів випадає взимку і навесні, налічуючи в середньому 50-80 мм на місяць. Снігопади трапляються в будь-який час року, в тому числі і влітку, що нерідко на великій висоті. Взимку можуть приходити тривалі холодні повітряні маси, що найбільш поширене на схід від континентального вододілу. Найбільша кількість снігу випадає на заході. Протягом туристичного сезону денні максимуми становлять 15-20°С, а нічні мінімуми — до 5°С. На великій висоті середні температури набагато холодніше. У найнижчих долинах на заході парку денні максимуми іноді можуть досягати 30°С.
У містечку Браунінг, розташованому на схід від парку, на території резервації Блекфіт, відзначаються різкі зміни температур. Світовий рекорд зміни температури за 24 години (56 °C) був зафіксований тут в ніч з 23 на 24 січня 1916 року, коли відмітка термометра впала з 7 до — 49 °C.
Геологічна служба США, що базується на заході парку, здійснює дослідження змін клімату, починаючи з 1992 року. Крім вивчення відступу льодовиків дослідження включають багато інших показників, в тому числі екологію лісових пожеж і зміни місць проживання різних видів. Крім того, вивчаються характер гірської рослинності, а також дебіт і температура поверхневих вод парку (зазвичай це здійснює на фіксованих гідропостах). Проводяться аналізи повітря на різні компоненти. Всі дані, зібрані при цих дослідженнях, допомагають краще розуміти зміну клімату на території парку. Порівняння отриманих даних з даними з інших районів світу дозволяють розуміти зміни в глобальному масштабі.
Парк Ґлейшер характеризується відмінною якістю повітря і води. У навколишніх районах, що примикають до парку, відсутні великі населені пункти; промислове забруднення мінімальне через майже повну відсутність фабрик і заводів, а також інших потенційних забруднювачів. Тим не менш, чисті озера парку легко забруднюються різними речовинами з атмосферного повітря, що помітно після випадання опадів. У той же час рівень забруднення оцінюється як незначний, а озера і річки парку мають рівень якості води A-1, Що є вищим рівнем в штаті Монтана.

## Жива природа і екологія

### Флора
Парк Ґлейшер є частиною великої екосистеми, що збереглася практично в незайманому стані. Майже всі види рослин і тварин, які водилися тут за часів приходу перших європейців, мешкають в парку і сьогодні.

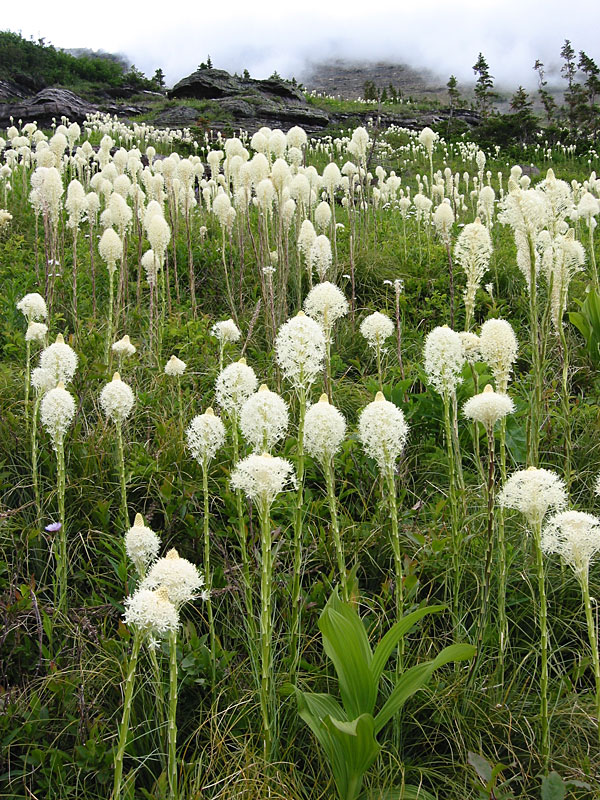
Ксерофіллум в парку Ґлейшер

На території національного парку росте 1132 види рослин. Хвойні ліси представлені такими видами дерев як ялина Енгельмана, ялина Дугласа, шорсткоплідна ялиця, м'яка сосна і західна модрина. З листяних дерев широко поширені тополя і осика, що ростуть на невеликій висоті, зазвичай уздовж річок і озер. Райони на захід від континентального вододілу отримують більше опадів, а зими там набагато м'якше, ніж на сході. В результаті цього, ліси на заході парку — гущі, а дерева там — вище. У високогір'ях, вище межі лісу, поширена гірська тундра, де виростають лише деякі трав'янисті види рослин, що виживають в умовах, коли лише протягом близько трьох місяців в році відсутній сніг. 30 видів рослин є ендеміками і виростають тільки на території парку і в прилеглих до нього національних лісах. Широко поширене квітуче в липні і серпні рослина ксерофіллум міцний, що росте зазвичай поблизу джерел води. З польових квітів поширені губастики, лілії, зніт вузьколистий, бальзамориза і кастиллея.
Ліси парку можна розділити на кілька кліматичних зон. На заході і північному заході переважають ялина і ялиця, на південному заході — туя велетенська і тсуґа; ліси на схід від континентального вододілу представлені головним чином сумішшю сосни, ялини і ялиці. Ліси з туї і тсуги вздовж озера Макдональд є самим східним районом поширення тихоокеанської кліматичної екосистеми.
Ліси з білокорою сосни сильно пошкоджені грибом-паразитом Cronartium ribicola. На території парку і в прилеглих районах близько 30% дерев цього виду загинули, а решта 70 % — заражені цим паразитом. Насіння білокорою сосни є важливим джерелом їжі для білок і американської кедровки. Ними люблять ласувати також такі великі тварини як грізлі і барибали. Численні спроби боротьби з грибом Cronartium ribicola, що робилися з 1930 по 1970 роки не увінчалися успіхом; подальша загибель лісів з білокорою сосни ставить під загрозу і існування залежних від неї видів.

### Фауна

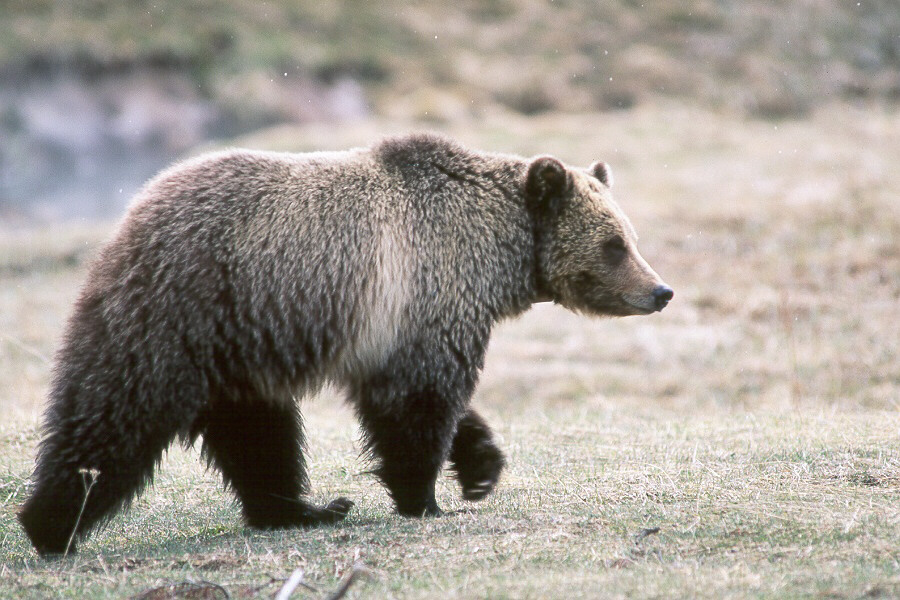
Станом на 2008 рік у парку мешкали близько 300 грізлі

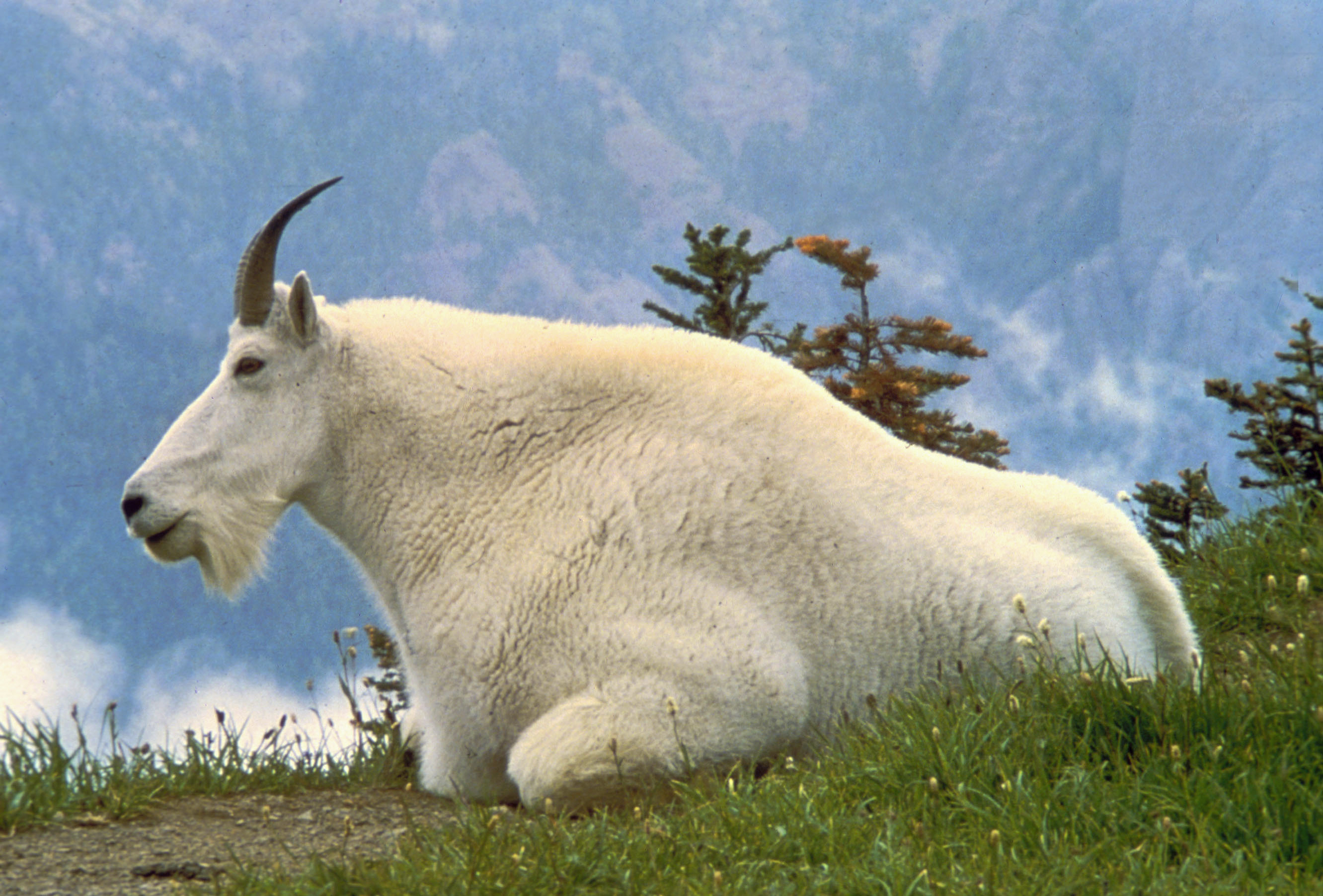
Снігова коза — офіційний символ парку

На території парку зустрічаються всі види тварин, історично властиві даній місцевості за винятком бізонів і лісового карібу. Таким чином, Ґлейшер являє собою майже незайману екосистему, забезпечуючи біологів хорошим матеріалом для вивчення. У парку мешкають два види тварин, що знаходяться під загрозою зникнення — грізлі і канадська рись. Хоча в самому парку їх чисельність представлена на історичному рівні, і туристи не рідку зустрічають їх під час багатоденних походів в гори, грізлі та канадська рись все ж вважаються вимираючими, так як практично у всіх інших регіонах США чисельність цих тварин в їх історичному ареалі вкрай мала або вони повністю відсутні. В середньому в парку відбувається один або два напади ведмедів на людину на рік; з часу створення парку в 1910 році зафіксовано 10 смертей, пов'язаних з нападами ведмедів. Чисельність грізлі і канадської рисі точно не відома, проте біологи стверджують, що за даними на 2008 рік чисельність Грізлі становила трохи більше 300 особин. У 2001 році були розпочаті дослідження з визначення точного числа особин рисі. Вчені використовують найрізноманітніші методи визначення чисельності, намагаючись відстежувати місцеві популяції грізлі і барибалів. Проводяться також і дослідження щодо іншої рідкісної на більшій частині країни тварини — росомахи. У парку широко поширені такі великі види ссавців як снігова коза (офіційний символ парку), товсторіг, лось, чорнохвостий і білохвостий олені, койот, а також більш рідкісна пума. На відміну від Єллоустонського національного парку, де в 1990-х роках проводилася програма з відновлення популяції вовків, популяція вовків у парку Ґлейшер відновилася самостійно в 1980-х роках. Всього на території парку зустрічається 62 види ссавців, у тому числі борсук, канадська видра, голкошерст, норка, куниця, ілька, 6 видів кажанів і безліч дрібніших тварин.
На території парку мешкають 260 видів птахів; з хижих видів можна відзначити білоголового орлана, беркута, сапсана і кілька видів соколів. Поблизу річок і озер мешкає каменярка. Інші водоплавні види включають велику блакитну чаплю, американського лебедя, канадську казарку і американську свіязь. У лісистих районах часто зустрічається віргінський пугач, північноамериканська горіхівка, сизойка чорноголова, жовна північна і американський омелюх; в горах, на великій висоті, водяться білохвоста куріпка і гірський в'юрок. Чисельність північноамериканської горіхівки останнім часом скоротилася, що пояснюється зменшенням кількості дерев білокорою сосни.
| |  |  |  |
| Зліва направо: товстороги, американский лось, макензійський рівнинний вовк, горіхівка американська |  |  |  |

Через досить холодний гірський клімат на території парку водяться тільки 3 види плазунів: 2 види підв'язувальних змій і західний підвид розписної черепахи. Також, з вищевказаних причин у Ґлейшері мешкають лише 6 видів земноводних. У річках і озерах парку водяться 23 види риб, серед яких — лосось Кларка, щука, сиг, нерка і харіус. З некорінних видів у водах парку мешкає озерна форель, наявність якої впливає на популяції деяких корінних видів риб. Також, варто відзначити, що тут зустрічається і знаходиться під загрозою зникнення популяція великоголового гольця, ловля якого незаконна, а якщо риба була виловлена випадково, то вона повинна бути відпущена назад у воду.

### Лісові пожежі

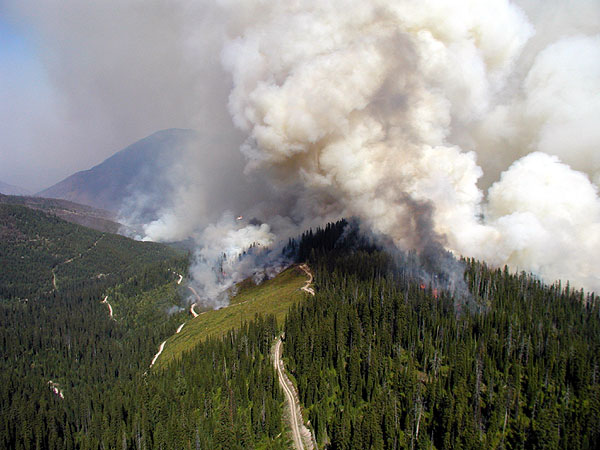
У 2003 році вигоріло майже 10% від площі всіх лісів парку

Протягом багатьох десятиліть лісові пожежі розглядалися виключно як загроза для різних природоохоронних територій. Однак, починаючи з 1960-х років, пожежі почали розумітися як природна частина екосистеми. Рання політика усунення пожеж призводила до накопичення великої кількості мертвих і розкладаються дерев, які в природних умовах згоряють при пожежах. Багато видів рослин і тварин потребують лісових пожеж, після яких ґрунт збагачується мінеральними речовинами. У парку Ґлейшер здійснюється управління пожежами: пожежі, причиною яких була людина, повністю усуваються, тоді як пожежі, що виникли з природних причин, аналізуються, а їх усунення залежить від їх масштабу і ступеня небезпеки, які вони представляють для людини і будівель.
У програмі з управління пожежами задіяні також і жителі прилеглих до парку районів. Будівлі в цих районах зазвичай проєктуються більш вогнестійкими, а сухі і повалені дерева видаляються з районів, що знаходяться поблизу людського житла, з метою зменшити ризик виникнення катастрофічних пожеж. Є система завчасного оповіщення про наявність вогнищ загоряння для відвідувачів парку і жителів навколишніх районів. В середньому, щороку спостерігається 14 лісових пожеж, в результаті яких вигорає 20 км² лісу. У 2003 році, в результаті небувалої посухи вибухнула катастрофічна за масштабами пожежа; вигоріло 550 км² лісу. Дана пожежа була найбільшою з часів заснування парку в 1910 році.

## Історія

### Перші люди і дослідження території
Згідно з археологічними даними, люди вперше оселилися на території сучасного парку близько 10 000 років тому. Перші жителі цих місць були предками салішів, шошонів і шайєннів. Чорноногі прийшли на ці землі на початку XVIII століття і вже досить скоро стали переважати в східній частині сучасного парку, а також на Великих рівнинах на схід від парку. Сьогодні резервація чорноногих примикає до парку зі сходу, тоді як резервація салішів примикає до нього із заходу і півдня. У 1855 році, коли була заснована резервація чорноногих, вона включала до свого складу східні райони парку аж до континентального вододілу. Чорноногі називали територію в районі гори Чіф і на південний схід від гори Ту-Медісайн «хребтом світу». Ця гірська область завжди залишалася в полі зору і служила для них орієнтиром. У 1895 році вождь Біле Теля продав дану територію уряду США за 1,5 млн. $ з наданням гарантій, що його плем'я буде продовжувати використовувати ці землі для полювання.

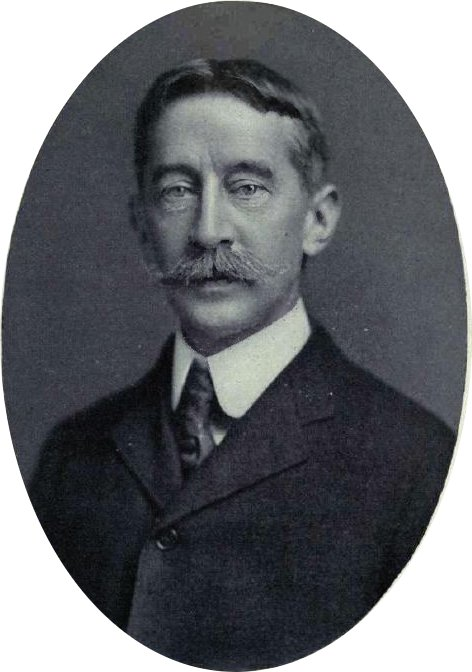
Джордж Гріннел

В ході вивчення річки Марайас у 1805 році, Льюїс і Кларк пройшли територією сучасного парку близько 80 км. Ряд експедицій, здійснених після 1850 року, дозволив відносно добре досліджувати територію сьогоднішнього Ґлейшера. У 1885 році відомий американський історик і письменник Джордж Гріннел найняв Джеймса Вілларда Шульца (згодом також відомого письменника) в якості провідника у своїй мисливській експедиції. Після ще декількох поїздок в цей регіон Гріннел був настільки натхненний місцевими пейзажами, що наступні 20 років посилено працював над створенням тут національного парку. У 1901 році він створив опис регіону, де назвав його «Корона континенту»; зусилля цієї людини щодо захисту даної території зіграли важливу роль в подальшому установі парку. У 1892 році Генрі Стімсон і його два напарника підкорили гору Чіф, видершись на вершину по майже прямовисній східній стіні.

### Історія Національного парку
У 1891 році була побудована Велика Північна залізниця, що перетинає континентальний вододіл через перевал Марайас (1589 м), поблизу південного кордону сучасного парку. У спробах стимулювати використання нової дороги, компанія, яка очолювала її, починає активно рекламувати краси тутешніх місць. У 1897 році на даній території був заснований лісовий заповідник. Незважаючи на даний статус, на території все ще були дозволені роботи з пошуків і розвідки корисних копалин, які, втім, не увінчалися успіхом, так як видобуток був економічно невигідна. Тим часом, прихильники подальшого захисту даних земель посилили свою діяльність і в 1910 році під впливом Джорджа Гріннела, Генрі Стімсона, а також керуючих залізницею, законопроєкт був внесений на розгляд до Конгресу США, який постановив підвищити рівень території заповідника до національного парку. Законопроєкт був підписаний президентом Вільямом Говардом 11 травня 1910 року.
З травня по серпень 1910 року парком керував колишній керуючий заповідника — Фремонт Натан Гейнс, а в серпні Вільям Логан був призначений першим керуючим безпосередньо національного парку. У той час як вказівка заповідника підтверджувала права чорноногих на традиційне використання ними земель, в законодавстві національного парку ніяких гарантій корінному населенню вже не давалося. Позиція уряду США полягала в тому, що з установою національного парку територія втратила статус земель громадського користування, а отже, колишні права разом з цим припинили свою дію, що і було підтверджено Судом претензій в 1935 році. Тим не менш, деякі чорноногі ще довго вважали, що мають право традиційного використання земель де-юре. У 1980-х роках кілька разів лише дивом вдалося уникнути кількох збройних зіткнень на цьому ґрунті.
Льюїс Гілл, який керував компанією Велика Північна залізниця в 1910-ті роки, планував перетворити парк в «американську Швейцарію», стимулювавши тим самим приплив туристів. Будівництво готелів і шале здійснювала дочірня компанія Великої Північної дороги — Glacier Park Company; будови проєктувалися за швейцарським зразком. Готелі Гілла не отримували прибутку, проте залучали сюди тисячі відвідувачів, які прибували залізницею. Шале, побудовані з 1910 по 1913 роки включають Belton, St. Mary, Going-to-the-Sun, Many Glacier, Two Medicine, Sperry, Granite Park, Cut Bank і Gunsight Lake.
Залізничною компанією був також побудований гостьовий комплекс Ґлейшер-Парк-Лодж, розташований вже за межами парку, поблизу його східного кордону, а також готель Мейні-Ґлейшер, що знаходиться на східному березі озера Свіфткаррент. Гілл особисто вибирав місце для всіх цих будівель, підбираючи найбільш мальовничі пейзажі і хороші види. У 1913-14 роках Джон Льюїс побудував на березі озера Макдональ готель Льюїс-Ґлейшер. У 1930 році Велика Північна залізниця викупила цей готель, перейменувавши його в Лейк-Макдональд-Лодж. Деякі шале раніше розташовувалися у віддалених районах і були доступні тільки по стежках. Сьогодні діють тільки шале Sperry, Granite Park і Belton, а в будівлі шале Two Medicine розташований магазин. Решта шале і готелі на території парку сьогодні визнаються Національними історичними пам'ятками. Всього на території Ґлейшера є 350 будівель і споруд; всі вони знаходяться в списку Національного реєстру історичних місць.

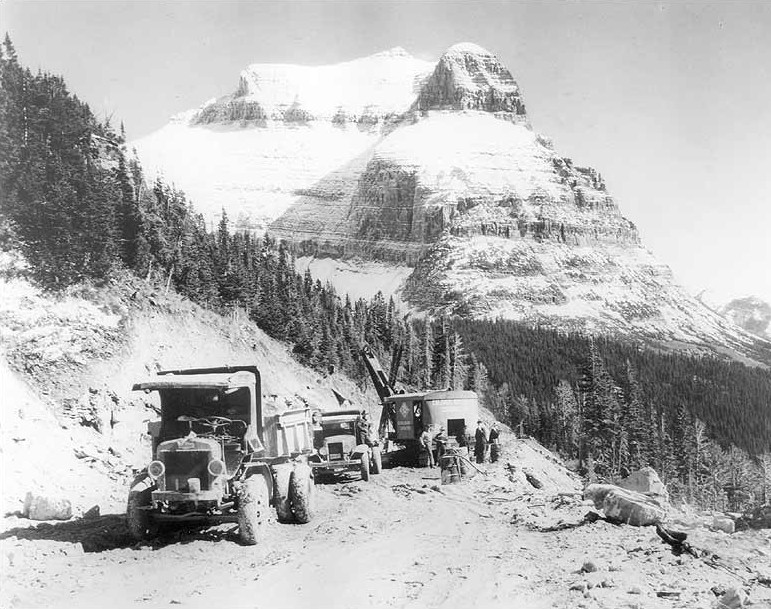
Будівництво дороги (Going-to-the-Sun Road) у парку Ґлейшер, 1932 рік

Для зручності відвідувачів в 1932 році була побудована автомобільна дорога (Going-to-the-Sun Road) довжиною 85 км, глибоко вдається вглиб території парку і перетинає континентальний вододіл через перевал Логан (2026 м). Дана дорога також знаходиться в списку Національного реєстру історичних місць, а в 1985 році вона була визнана Національною цивільною інженерною пам'яткою. Інша автомобільна дорога парку — траса № 2, яка проходить уздовж південного кордону з національними лісами, перетинає вододіл через перевал Марайас і з'єднує міста Вест-Ґлейшер і Іст-Ґлейшер. Розвитку інфраструктури парку в період з 1933 по 1942 роки сприяли роботи в рамках програми Цивільний корпус охорони навколишнього середовища. Проєкти корпусу включали роботи з лісовідновлення, розвиток кемпінгів, прокладання доріжок, роботи з протипожежної безпеки та ін. У 1930 роки розвиток автомобільного туризму на території парку сприяв будівництву ряду кемпінгів уздовж доріг; ці перші кемпінги зараз також визнані історичними пам'ятками США.
Національний парк Ґлейшер зображений на монеті номіналом в 25 центів, викарбуваній в 2011 році в рамках серії двадцятип'ятицентовиків із зображенням національних парків США, відомої як «Прекрасна Америка».

## Адміністрація парку та туризм
Парк Ґлейшер знаходиться у віданні Служби національних парків США. На території даної природоохоронної території заборонені полювання, лісозаготівлі і видобуток корисних копалин, а також розвідка родовищ нафти і газу. Штаб-квартира парку розташовується в містечку Вест-Ґлейшер, штат Монтана. Щорічно Ґлейшер відвідують близько 2 мільйонів туристів. Поточний бюджет парку на 2008 фінансовий рік склав 13 190 000 $. У 2010 році, напередодні столітнього ювілею парку, здійснювалися роботи з реконструкції дороги на його території (Going-to-the-Sun Road).

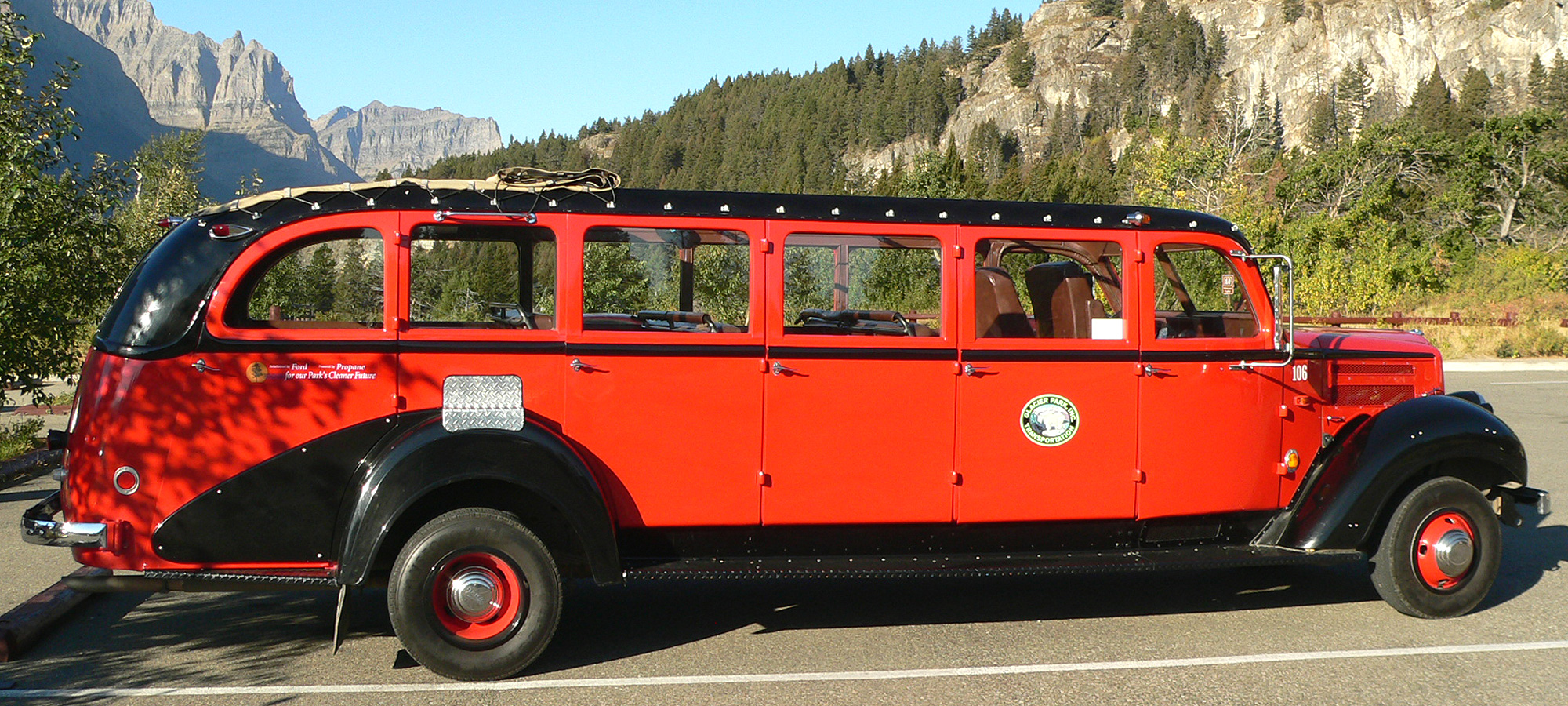
Туристичний автобус в парку Ґлейшер

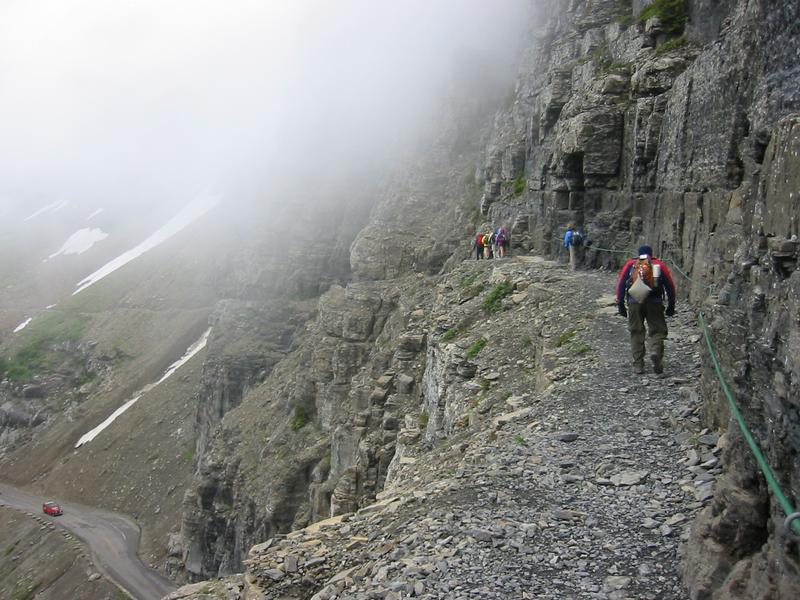
Один з пішохідних маршрутів парку Ґлейшер

На території національного парку поширений пішковий туризм. Загальна довжина всіх пішохідних маршрутів становить 1127 км. Стежка Континентального Вододілу перетинає парк з півночі на південь і є одним з найгарніших та найскладніших маршрутів через цей національний парк; є також кілька альтернативних маршрутів на більш низьких висотах на випадок, коли високогірні маршрути закриті через сильні снігопади. Стежка Pacific Northwest National Scenic перетинає парк із заходу на схід. Оскільки в парку водяться ведмеді та інші великі ссавці, собаки не допускаються на всі пішохідні маршрути, хоча вони дозволені в кемпінгах, а також в місцях, розташованих уздовж асфальтованих доріг. Кожен турист, який відправляється в дику природу хоча б на одну ніч, повинен отримати дозвіл від рейджерів парку та пройти 30 хвилинний курс, під час якого співробітники парку розкажуть, де можна зупинятись на ночівлю, як зберігати їжу, та як вести себе у випадку, якщо під час подорожі зустрінеться дика тварина.
Ґлейшер пропонує безліч маршрутів одного дня. Ставити намети і розводити багаття дозволено на фіксованих місцях уздовж маршрутів, однак для цього потрібен дозвіл, що видається в певних інформаційних центрах або замовляється заздалегідь. Значна частина маршрутів недоступна аж до початку червня через сніжників і небезпеку сходження лавин. Багато високогірних маршрутів поховані під снігом аж до початку липня. Крім місць для кемпінгів уздовж пішохідних маршрутів, є також і кемпінги доступні для транспортних засобів. Кемпінги в Сент-Мері і Апгате діють цілий рік, проте їх можливості поза сезоном сильно обмежені. Всі майданчики для кемпінгу, доступні для транспортних засобів, зазвичай діють з середини червня до середини вересня.
Популярним відпочинком також є риболовля. Існують певні правила, що регулюють рибну ловлю на території парку, однак ніякий спеціальний дозвіл для цього не потрібен. Зимовий відпочинок в парку Ґлейшер вельми обмежений. Катання на снігоходах повністю заборонено на всій території парку. Катання на лижах дозволено тільки в долинах на невеликих висотах, далеко від лавинонебезпечних районів.
На великих озерах парку туристами часто використовуються човни. Кілька традиційних дерев'яних туристичних човнів, що вміщають до 80 осіб, перебувають у безперервній сезонній експлуатації з 1927 року. По основних дорогах парку здійснюються туристичні поїздки на традиційних червоних паркових автобусах, відомих як Red Jammers. У 2001 році всі автобуси були перероблені компанією Ford Motor; а також переведені на пропан з метою зменшення впливу на навколишнє середовище.